# Simested Sogn
Simested Sogn er et sogn i Vesthimmerlands Provsti (Viborg Stift).
I 1800-tallet var Testrup Sogn anneks til Simested Sogn. Begge sogne hørte til Rinds Herred i Viborg Amt. Trods annekteringen var Simested og Testrup to selvstændige sognekommuner. Ved kommunalreformen i 1970 blev de begge indlemmet i Aalestrup Kommune, hvis hovedpart inkl. Simested indgik i Vesthimmerlands Kommune ved strukturreformen i 2007.
I Simested Sogn ligger Simested Kirke.
I sognet findes følgende autoriserede stednavne:
- Båndrup (bebyggelse, ejerlav)
- Dalsgård (bebyggelse, ejerlav)
- Guldager (bebyggelse, ejerlav)
- Hverrestrup (bebyggelse, ejerlav)
- Korsø (bebyggelse, ejerlav)
- Simested (bebyggelse, ejerlav)
- Simestedbro (bebyggelse)
- Skatskov (areal)
- Skærshale (bebyggelse, ejerlav)
- Torup (bebyggelse, ejerlav)
- Torup Udflyttere (bebyggelse)